# Sturmhauptführer
Sturmhauptführer naziv je za čin Sturmabteilunga. Odgovarao je činu Hauptmanna u Wehrmachtu. Danas odgovara činu satnika ili po NATO-voj standardizaciji činu O-3.
Čin je stvoren 1928. kao čin SA-a, a nosili su ga časnici SA-a koji su bili zapovjednici satnije. Ovaj čin se prevodi kao “Glavni jurišni vođa”, a svoje korijenje vuče još iz Prvoga svjetskog rata, kada je ovaj naziv nosio vođa njemačkih jurišnih trupa, a obično je bio u činu poručnika ili satnika.
Kao čin SS-a, Sturmhauptführer je stvoren 1930., kao čin iznad Sturmführera. Sturmhauptführer je smatran izjednačenim s činom nadporučnika, no nakon 1932. ovaj čin je bio iznad Obersturmführera, pa ja kao takav odgovarao činu satnika. Obilježje čina je također promijenjeno da bi se pokazao veći status.
Godine 1934., nakon Noći dugih noževa, SS je promijenio naziv čina Sturmhauptführera u Hauptsturmführer. To je bilo zbog odvajanja sustava činova SA-a i SS-a, koji su poslije Noći dugih noževa postali sasvim dvije različite organizacije.  Sturmhauptführer je ostao činom SA-a sve do 1945.